# Puccinellia nuttalliana
Puccinellia nuttalliana là một loài thực vật có hoa trong họ Hòa thảo. Loài này được (Schult.) Hitchc. miêu tả khoa học đầu tiên năm 1912.

## Hình ảnh

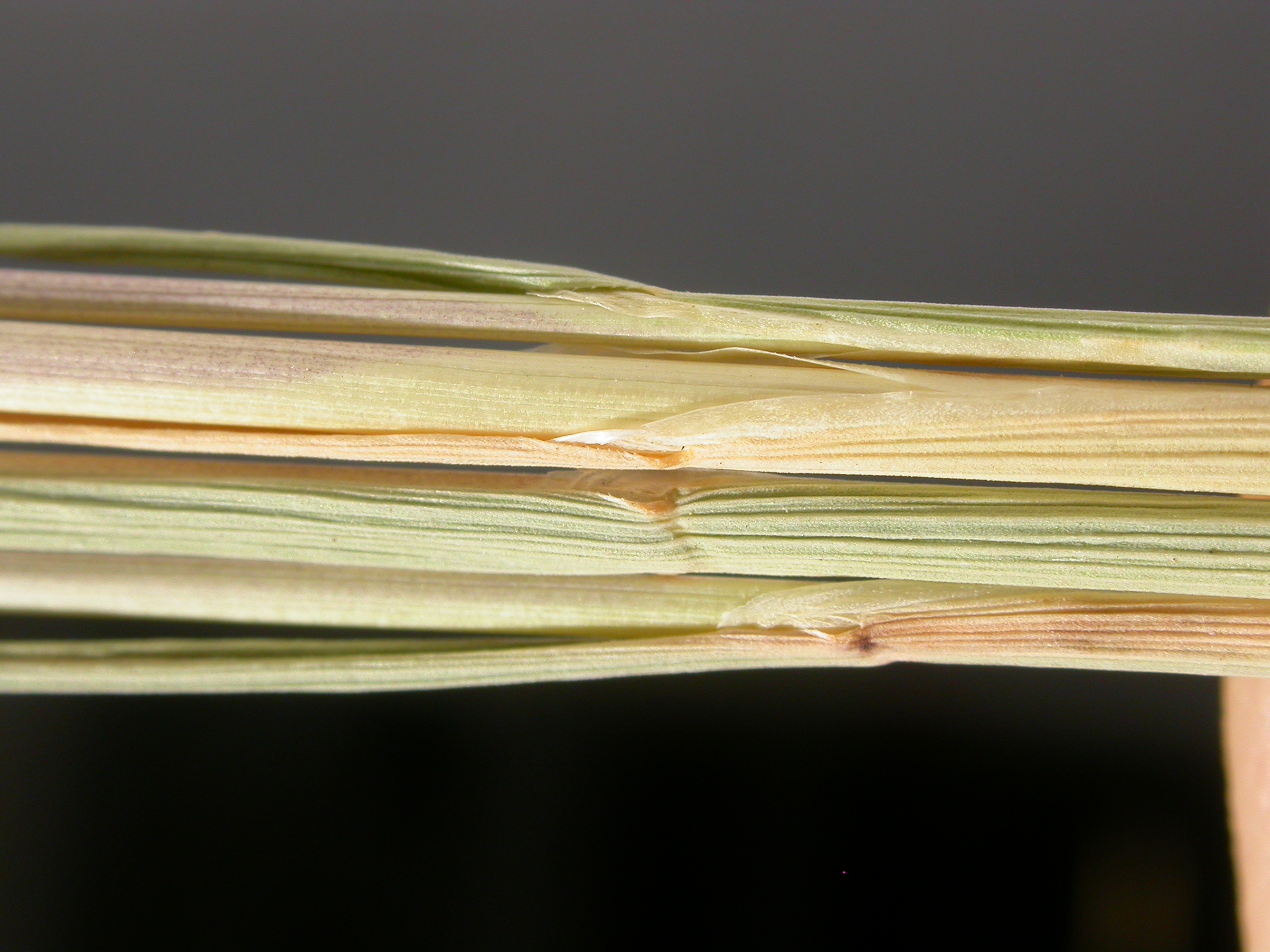
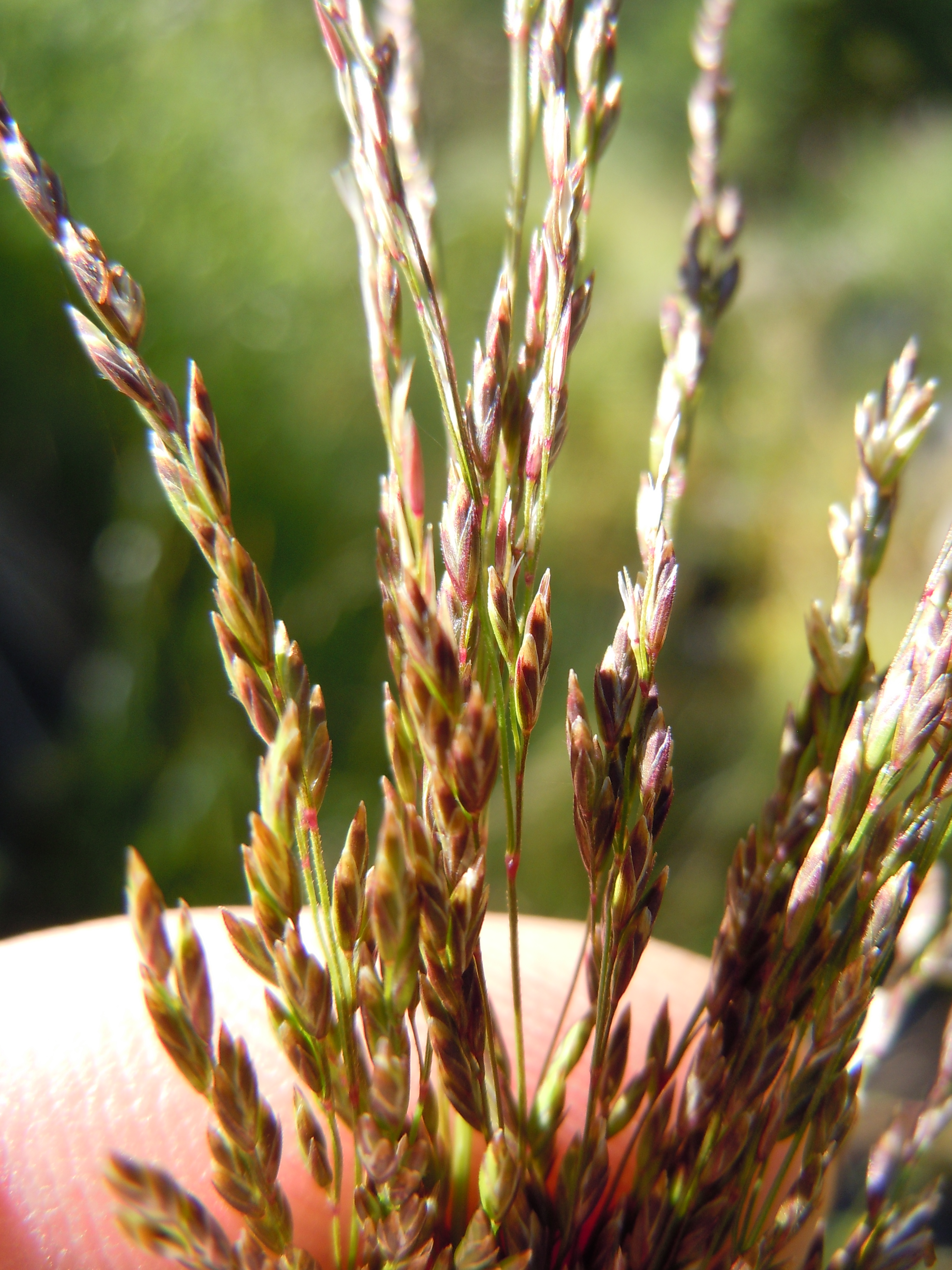
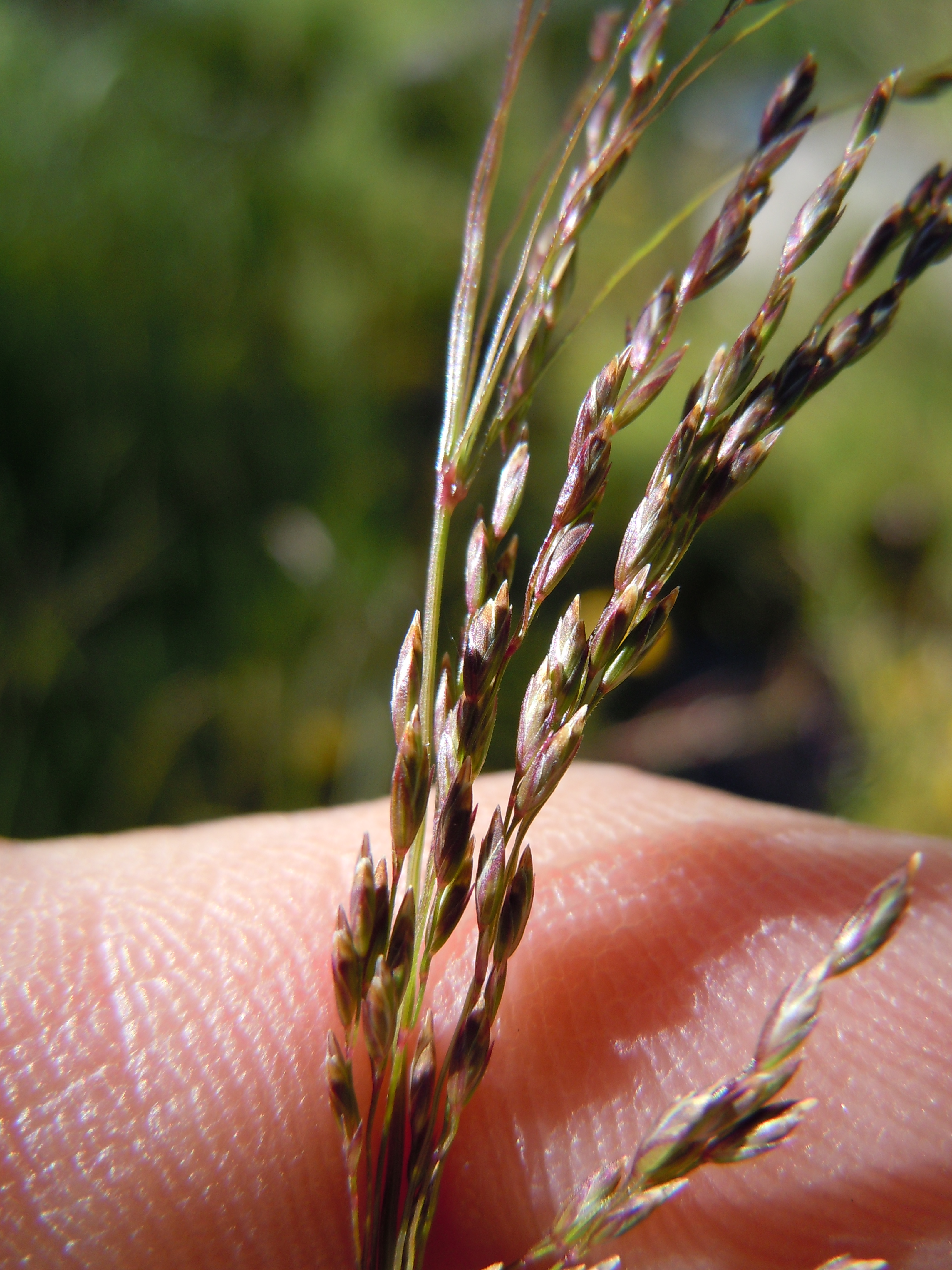
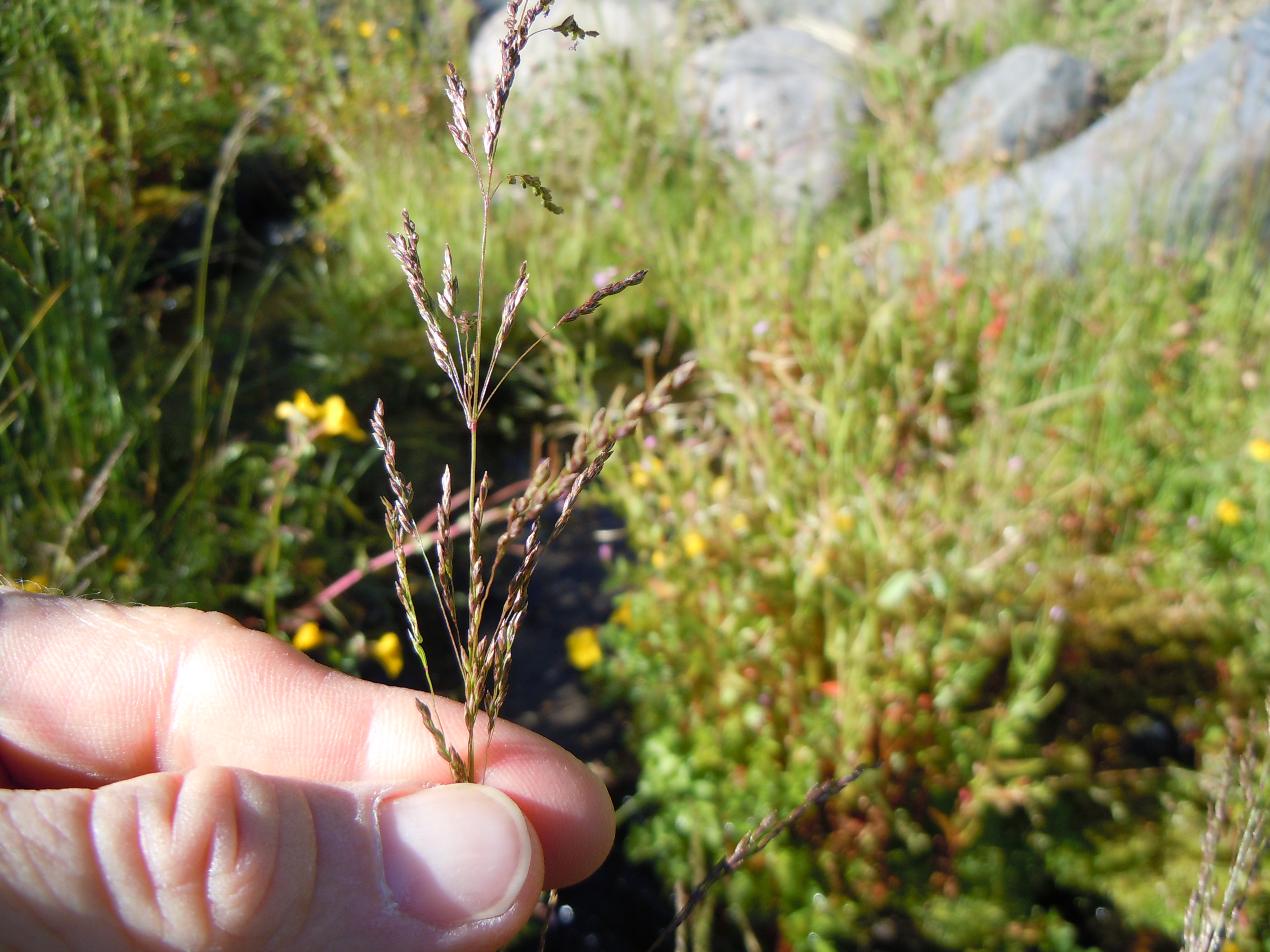